# Glitterhouse
Glitterhouse Records ist ein deutsches Independent-Label und ein Mailorder-Vertrieb mit Sitz in Beverungen, Nordrhein-Westfalen. Mitte der 1980er Jahre gegründet, war es bis Anfang der 1990er die europäische Dependance des amerikanischen Labels Sub Pop. Einmal jährlich wird im Garten des Firmensitzes das Orange Blossom Special Festival veranstaltet.

## Label-Geschichte

### Die Anfänge
1981 gegründet von Reinhard Holstein und Rembert Stiewe, legte das Fanzine „The Glitterhouse“ den Grundstein für das gleichnamige Record Label. Das Magazin beinhaltete hauptsächlich 60’s Garage und Psychedelia, Ausläufer des Punk, Weirdo-Folk und ähnliche Genres. Nach einem Australienurlaub importierte Holstein eine Anzahl von Singles von Citadel Records, die im parallel gegründeten Mailorder-Versand vertrieben wurden. Die erste eigene Veröffentlichung war eine Musikkassette deutscher Garage-Bands mit dem Titel „Battle of the Bands“. 1983 wurden mit der „Hipster’s“ 7″-Single – „Sound Of The Young Soul“ und der Compilation-LP „The Declaration of Fuzz“ die ersten Vinyls veröffentlicht. Es folgten Veröffentlichungen deutscher Künstler, wie Surfin’ Dead, The Strangemen oder den Shiny Gnomes. Durch Gewerbeanmeldung wurde Glitterhouse Records 1984 schließlich von einem reinen Hobby- zu einem Gewerbebetrieb.

### Entwicklung
1987 startete eine Lizenzkooperation mit dem Musiklabel Sub Pop aus Seattle. Sub Pop hatte unter anderem Nirvana und Soundgarden unter Vertrag und wird später auch als Auslöser und Wegbereiter für den Erfolg der Grunge-Musik bezeichnet. Diese Kooperation verschaffte Glitterhouse gesteigerte Aufmerksamkeit und eine verbesserte Marktposition. Zu den in Europa vermarkteten Bands zählten zunächst Green River, Mudhoney, The Walkabouts, Tad, Supersuckers und Seaweed, später dann The Afghan Whigs, Spinanes, Codeine, Big Chief, Pond und viele weitere Bands des Labels in Seattle.
Die Kooperation mit Sub Pop währte, zuletzt als gemeinsame transatlantische GmbH, sieben Jahre und wurde im Jahre 1995 in beiderseitigem Einvernehmen beendet.
Parallel vermarktete Glitterhouse von 1988 bis 1995 auch die Produkte des Labels Amphetamine Reptile, wie etwa Helmet, Cows oder God Bullies. Diese Kooperation endete, als sich Glitterhouse nicht mehr mit den musikalischen Inhalten des amerikanischen Noise-Labels identifizieren konnte.
Außerdem wurden weiterhin unter dem Label Glitterhouse eigene Signings veröffentlicht, darunter Monster Magnet, Sylvia Juncosa, Sister Double Happiness oder Bitch Magnet.
Ab circa 1994 wurde dem Label eine eigene Richtung gegeben. Neben Alternative Rock und diversen amerikanischen Musikern wurden viele neue Bands skandinavischer oder englischer Herkunft von Glitterhouse unter Vertrag genommen.
Pop (Midnight Choir, The White Birch), Indie-Electronica (Lilium, Ai Phoenix), Avantgarde (David Thomas & Two Pale Boys, Pere Ubu), Singer-Songwriter (Ben Weaver, Scott Matthew), „düsterer Contemporary“ (Wovenhand, 16 Horsepower, Chris & Carla, The Walkabouts, Dakota Suite, Savoy Grand, Willard Grant Conspiracy), Boheme-Rock (BigBang, The Great Crusades), swampy ElectroBluesNoise (Hugo Race & The True Spirit) und Indie-Rock (Lampshade, Mount Washington, Seachange) umspannen seitdem das stilistische Feld des Labels.
Glitterhouse Records war das erste deutsche Indie-Label, das sämtliche inner- und außereuropäischen Exportmärkte mit Exklusiv-Deals in Eigenregie abdeckte.

## Heute
Bis heute hat Glitterhouse ca. 800 Veröffentlichungen vorzuweisen. Einmal monatlich erscheint der etwa 1300 Titel umfassende Versandkatalog. Glitterhouse beschäftigt insgesamt 10 festangestellte Mitarbeiter und mehrere Jahrespraktikanten.
Seit 1997 findet jährlich das dreitägige Orange Blossom Special als Open-Air-Festival im Garten des Firmensitzes statt. Etwa 1.800 Besucher und etwa 20 Bands schaffen eine familiäre Atmosphäre, die ganz bewusst im Gegensatz zu stark kommerzialisierten Großveranstaltungen steht.
2010 wurde die ehemalige Personengesellschaft in eine GmbH & Co. KG umgewandelt.
Rembert Stiewe über Glitterhouse: „Selbstredend ist Glitterhouse mehr als die Summe seiner Teile. Ein Konzept ohne starres Konzept. Die Hauptdarsteller sind die Künstler, die Handlung ist ihr Werk.“
Zum 1. August 2018 übernahm Indigo als Mehrheitsgesellschafter der neu gegründeten Glitterhouse Records GmbH die Rechte des Labels und den Glitterhouse-Mailorder.

## Bands

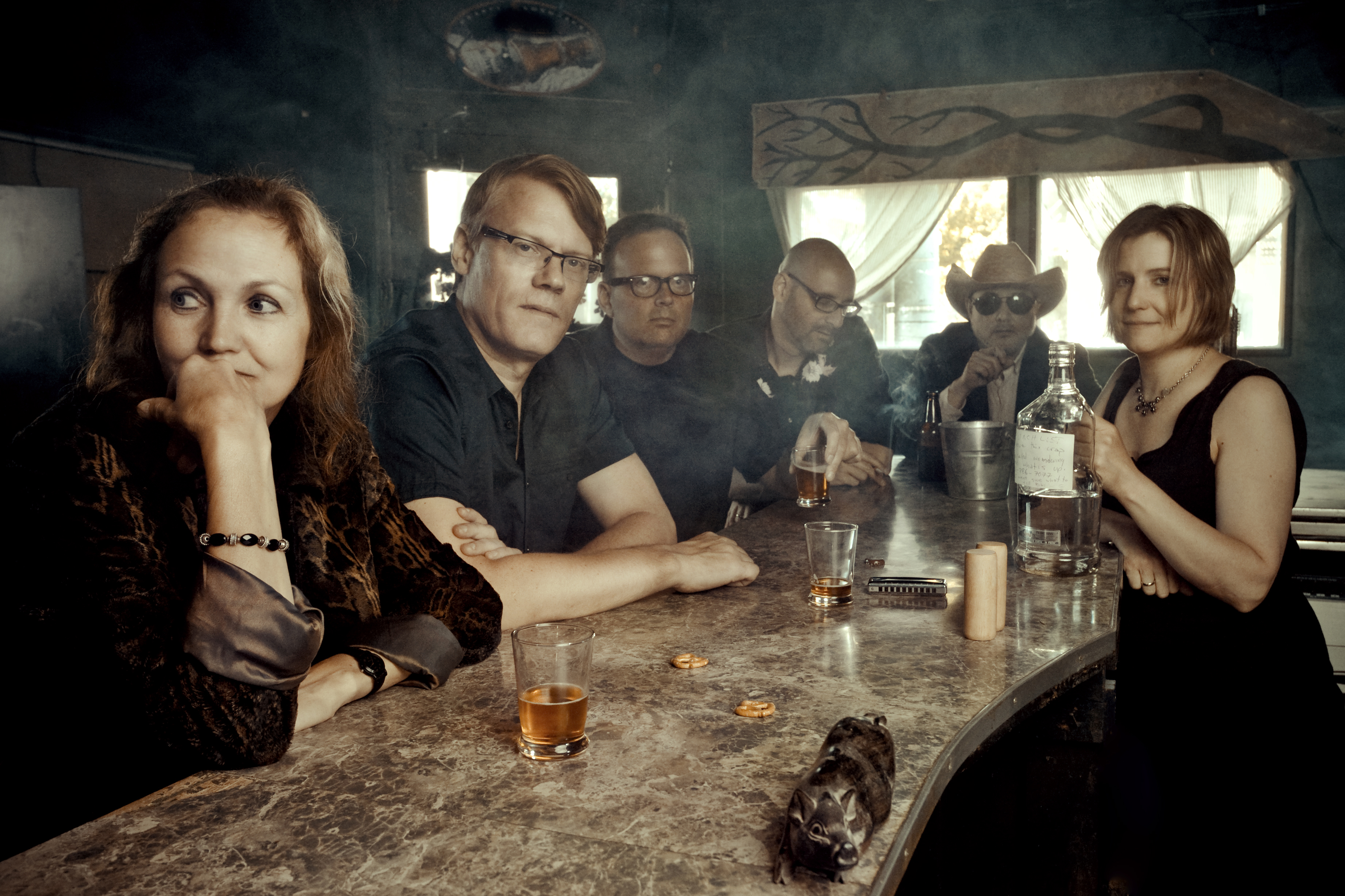
The Walkabouts
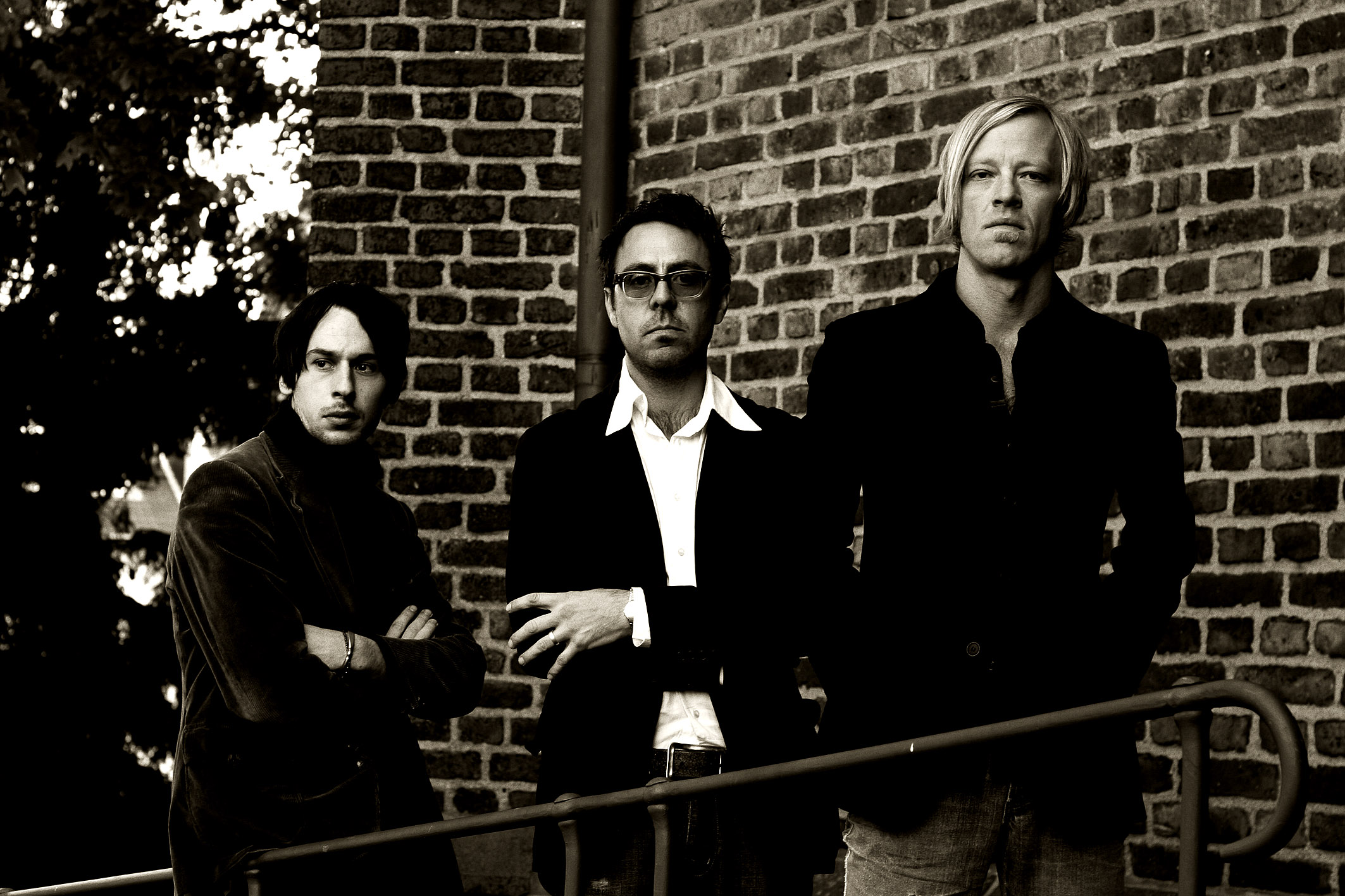
Wovenhand
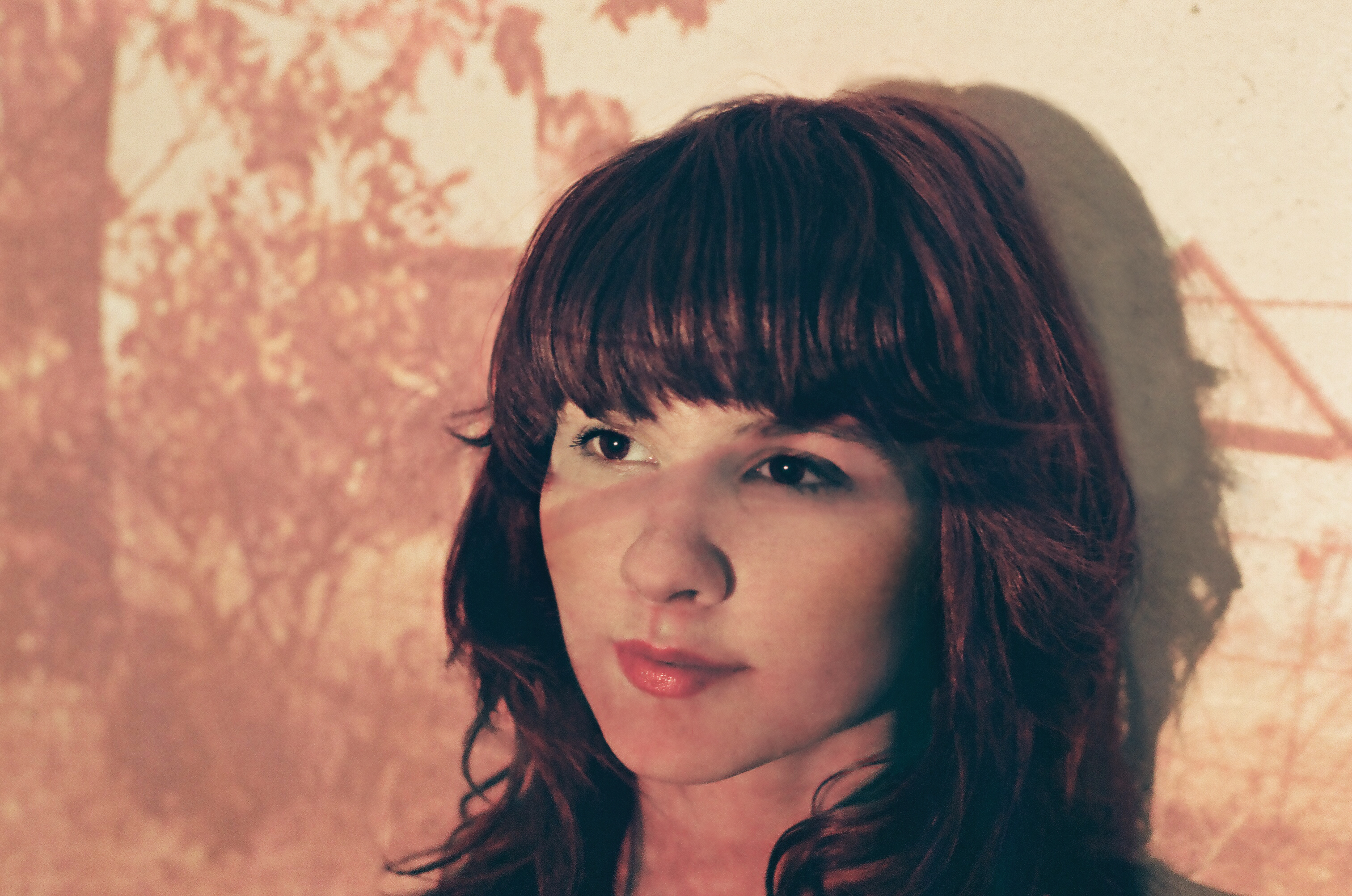
Caroline Keating

### Aktuelle Künstler
- All diese Gewalt
- Die Nerven
- Cash Savage and the last Drinks
- Distance, Light & Sky
- Chantal Acda
- Blaudzun
- Andrea Schroeder
- Spain
- Nive Nielsen & The Deer Children
- The Jeffrey Lee Pierce Sessions
- Trixsi
- The Walkabouts
- Scott Matthew
- 16 Horsepower
- Wovenhand
- Chris Eckman
- Die Wände
- Steiner & Madlaina
- Drens
- Joe Volk + Naiare
- Heads.
- Hidden Treasures
- My Baby
- Odd Couple
- Oliver Earnest
- Peter Muffin Trio
- Scharping
- Terry Lee Hale
- The Underground Youth and Laura Carbone
- Tom Allen and the Strangest

### Ehemalige Künstler
- Ben Zabo
- Adele & Glenn
- Lobi Traore
- Bambi Molesters
- Great Crusades
- Michael J. Sheehy
- L/O/N/G
- Dirtmusic
- Elva Snow
- Timesbold
- Tamikrest
- Dakota Suite
- Willard Grant Conspiracy
- Hobotalk
- Midnight Choir
- BigBang
- White Birch
- Boy Omega
- Seachange
- David Thomas
- Friends of Dean Martinez
- Ai Phoenix
- Pere Ubu
- Rainer
- Ben Weaver
- David Munyon
- Lampshade
- Locust Fudge
- Hip Young Things
- The Melvins
- Codeine
- Helmet
- Afghan Whigs
- Mark Lanegan
- Tad
- Velocity Girl
- Mudhoney
- Green River
- Shiny Gnomes
- Broken Jug
- Miracle Workers
- Monster Magnet
- Chokebore
- Larry Barrett
- Gary Floyd
- Richard Buckner
- The Minus 5
- The Shivers
- Go to Blazes
- Kim Salmon
- Jacobites
- Steve Westfield
- Nikki Sudden
- Neal Casal
- Jon Dee Graham
- Nadine
- Buddy & The Huddle
- Tilman Rossmy
- Johnny Dowd
- Steve Wynn
- Mark Olson
- Howe Gelb
- Hazeldine
- Granfaloon Bus
- The Hitchin’ Post
- Wolfgang Michels
- Sea + Air
- The White Birch
- Rocky Votolato
- Keston Cobblers' Club
- Museé Mecanique
- Christine Owman
- Caroline Keating
- Boy Division
- Penelope Houston
- Golden Kanine
- Mount Washington
- Savoy Grand
- Lilium
- Got No Chains
- Hugo Race & True Spirit
- Carla Torgeson
- Chris & Carla